# Alicyclische verbinding

Structuurformule van cyclopropaan, de meest eenvoudige alicyclische verbinding.

Een alicyclische verbinding is een organische verbinding die zowel een cyclisch als een alifatisch karakter heeft. De verbinding bestaat uit een of meer koolstofringen, die zowel verzadigd als onverzadigd kan (kunnen) zijn. De ringen hebben evenwel geen aromatisch karakter. Substituenten kunnen verzadigde of onverzadigde koolwaterstofketens zijn. De mate waarin een ringsluiting kan gebeuren, wordt voor de meeste alicyclische verbindingen bepaald door de regels van Baldwin.
De meest eenvoudige alicyclische verbindingen zijn de cycloalkanen: cyclopropaan, cyclobutaan, cyclopentaan en cyclohexaan. Verder zijn er nog polycyclische alkanen, zoals decaline, en bicyclische alkanen, zoals norborneen en norbornadieen. Ook spiroverbindingen worden gerekend tot de alicyclische verbindingen.